# Andy Irvine (músico)
Andrew Kennedy Irvine (St John's Wood, Londres; 14 de junio de 1942) es un músico de folk irlandés, cantautor y miembro fundador de Sweeney's Men, Planxty, Patrick Street, Mozaik, LAPD y Usher's Island. También ha formado dúos con Dónal Lunny, Paul Brady, Mick Hanly, Dick Gaughan, Rens van der Zalm y Luke Plumb. Irvine toca la mandolina, la mandola, el bouzouki, la armónica y la zanfona.
Lleva más de seis décadas influido por la música folk, durante las cuales ha grabado un amplio repertorio de canciones y melodías que ha reunido a partir de libros, grabaciones antiguas y coleccionistas de canciones folk arraigadas en las tradiciones irlandesa, inglesa, escocesa, de Europa del Este, australiana y estadounidense del old time y el folk.
Como actor infantil, Irvine perfeccionó su talento interpretativo desde una edad temprana y aprendió a tocar la guitarra clásica. Se pasó a la música folk tras descubrir a Woody Guthrie, adoptando también los otros instrumentos de éste: la armónica y la mandolina. Al tiempo que extendía a la mandolina la técnica de punteo de la guitarra de Guthrie, desarrolló aún más su interpretación de este instrumento -y, más tarde, de la mandola y el bouzouki- hacia un estilo decorativo y armónico, y adoptó los modos y ritmos de la música folclórica búlgara.
Junto con Johnny Moynihan y Dónal Lunny, Irvine es uno de los pioneros que adaptaron el bouzouki griego -con una nueva afinación- a un instrumento irlandés. Contribuyó a perfeccionar el diseño de sus instrumentos en colaboración con el luthier inglés Stefan Sobell, y a veces toca una zanfona hecha para él en 1972 por Peter Abnett, otro lutier británico.
Aunque realiza giras principalmente como solista, Irvine también ha disfrutado de un gran éxito en la búsqueda de colaboraciones a través de muchos proyectos que han influido en la música folk contemporánea. Sigue de gira y ha actuado extensamente en Irlanda, Gran Bretaña, Europa, América del Norte y del Sur, Japón, Australia y Nueva Zelanda. En octubre de 2018, recibió el primer Premio a la Trayectoria otorgado en la edición inaugural de los Premios de Música Folk de RTÉ Radio 1.

## Primeros años y carrera como actor

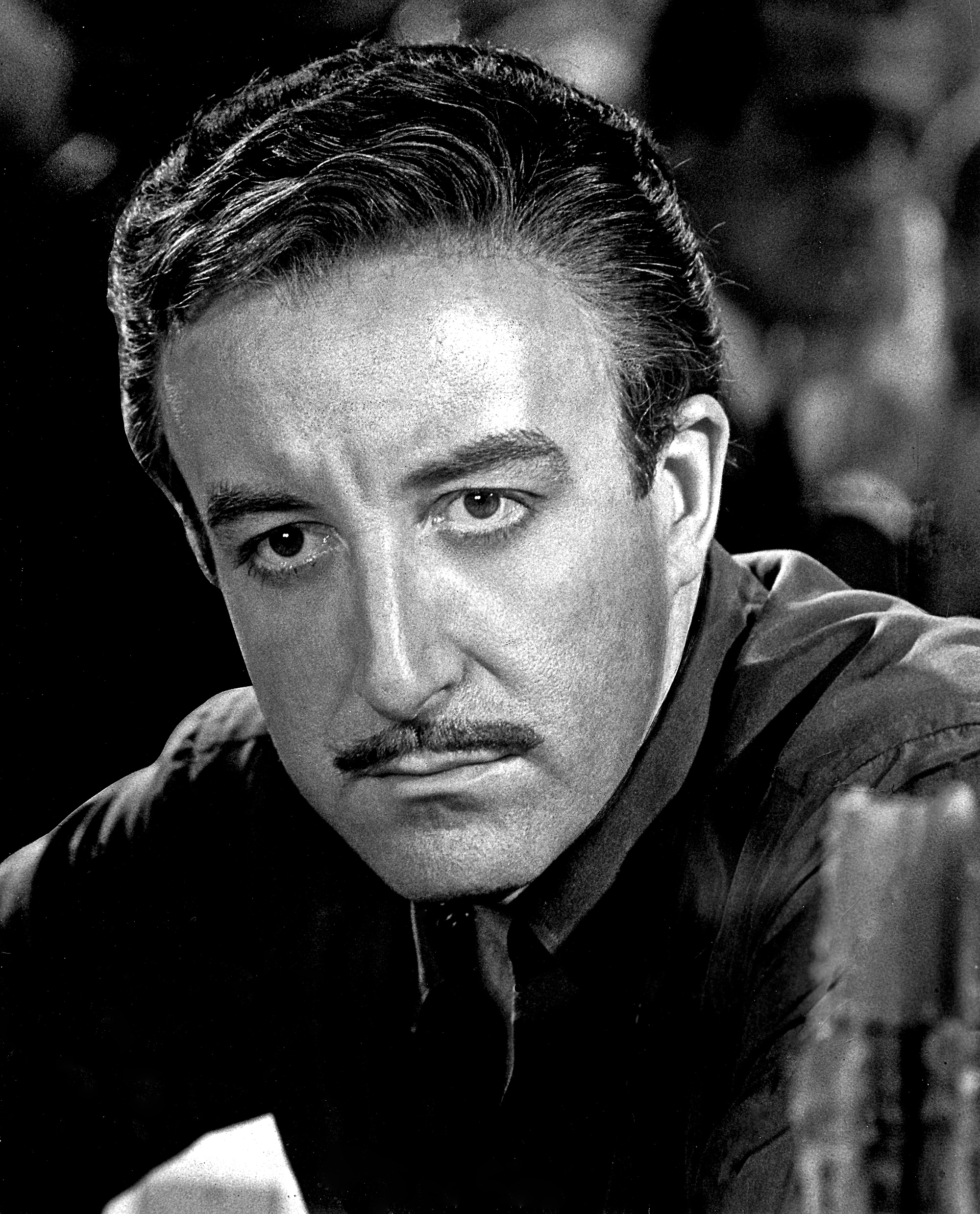
Irvine fue uno de los pigmeos en el espectáculo Brouhaha, junto al actor Peter Sellers (en la imagen)

Andy Irvine nació en St John's Wood, al noroeste de Londres, el 14 de junio de 1942, hijo de madre norirlandesa de Lisburn (condado de Antrim) y padre escosés de Glasgow. Su madre había sido una actriz de comedias musicales que actuaba bajo el nombre artístico de Felice Lascelles, e Irvine diría más tarde que "puede que dejara el escenario, ¡pero nunca dejó de actuar!". A la edad de tres años y medio, Irvine empezó a asistir a un internado, donde más tarde jugaría al fútbol durante la temporada de invierno, al rugby durante la temporada de primavera y al críquet durante la temporada de verano, todo lo cual fomentó su pasión de por vida por los deportes de equipo.
De niño, Irvine tuvo oportunidades de aparecer en el teatro, la televisión y el cine. En las vacaciones de verano de 1950, cuando tenía ocho años, su primer papel fue el de Jimmy en la película A Tale of Five Cities (estrenada como A Tale of Five Women en Estados Unidos). A los trece años, interpretó a Nokie (diminutivo de Pinocho) en la serie infantil de la ITV Round at the Redways e ingresó en una escuela para niños actores. Debutó en el teatro en el Grand Theatre de Wolverhampton y, a los catorce años, recibió excelentes críticas por su interpretación de Morgan en el drama de la ITV Television Playhouse The Magpies, adaptación de un cuento de Henry James. Ese mismo año, fue Eric Brandt en Escape to Happiness, para el programa Armchair Theatre y también interpretó a John Logie Baird de niño en la película A Voice in Vision. A principios de 1958, Irvine interpretó a Archie Almond en cinco episodios de Run to Earth. En junio de ese año, interpretó a Lord Heybrook en French Without Tears para la serie de televisión Saturday Playhouse y, poco después, fue uno de los "pigmeos" en Brouhaha, con Peter Sellers como el Sultán. Irvine interpretó a Raymond junto a Laurence Harvey en Un lugar en la cumbre y, aunque su escena se eliminó de la versión final, aparece brevemente en la película, entregando una botella de champán a Harvey durante una escena de boda. A finales de 1959, interpretó a Lanky Graham en Ask for King Billy y, a principios de 1960, a un colegial en A Holiday Abroad para ITV Television Playhouse. Ese mismo año, con dieciocho años, Irvine interpretó a Dan en tres episodios de Sheep's Clothing, tras lo cual le ofrecieron un contrato de dos años con la compañía Repertory de la BBC ("The Rep"), donde trabó amistad con el poeta Louis MacNeice, que trabajó allí como escritor durante más de veinte años. Como Irvine recordó mucho más tarde:

Había un pub bastante cerca de la BBC llamado The George [...] y toda esa gente intelectual bebía allí y yo me juntaba con ellos. Louis hablaba con otros poetas y dramaturgos famosos y yo no entendía gran parte de la conversación, pero estaba pendiente de cada palabra. Me gustaba mucho la secretaria de Louis [...] Solía ir a visitarla al despacho de Louis por las tardes [que] pasaba en la sala de lectura del Museo Británico.
Andy Irvine, The Humours of Planxty de Leagues O'Toole.

Sin embargo, Irvine dejaría de actuar a los veinte años, tras mudarse a Dublín al final de su etapa en el "Rep".

## Influencias

### Música

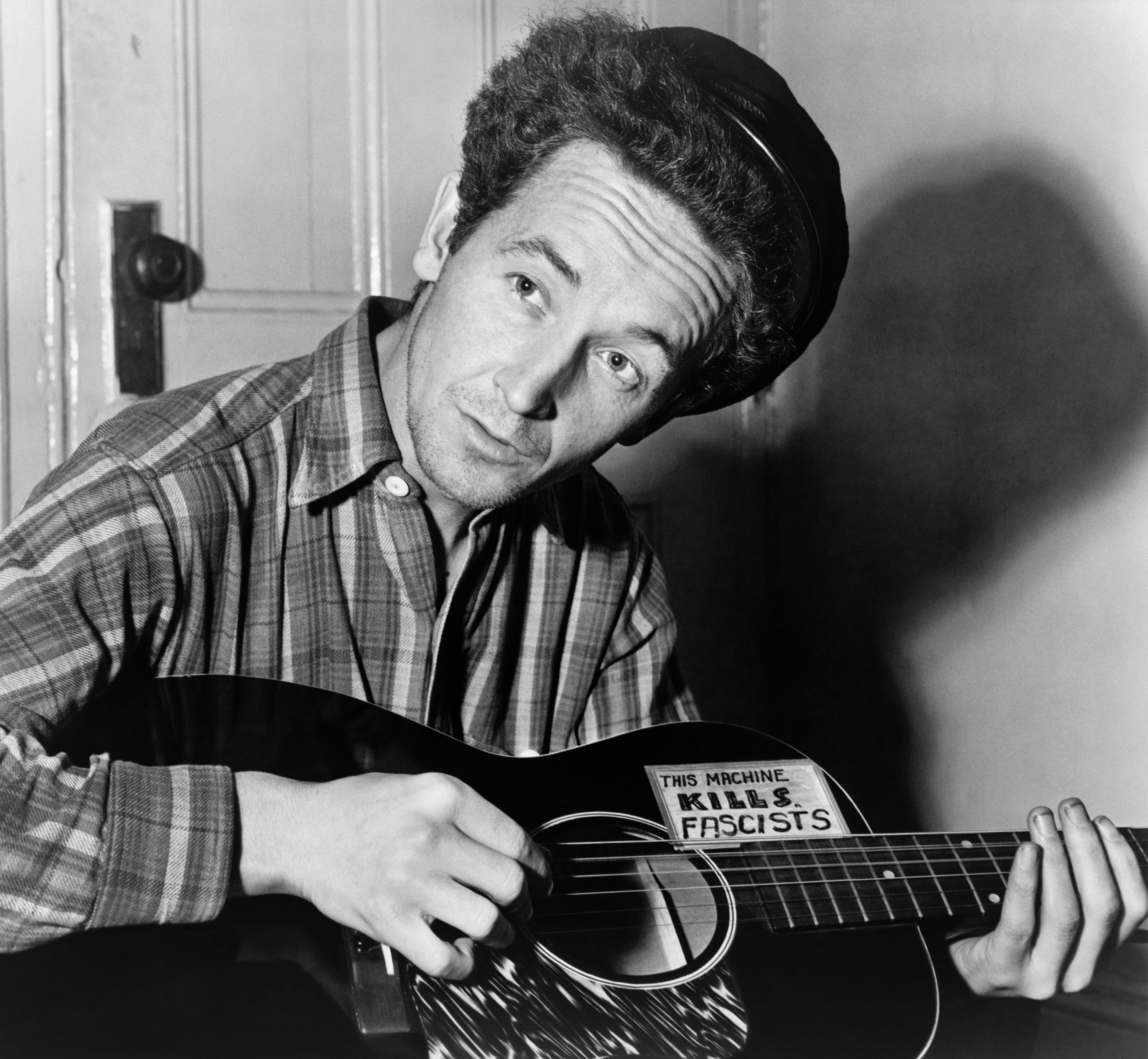
Woody Guthrie (en la imagen), fue la mayor influencia de Irvine en la música folk

A Irvine le encantaba la música desde que tenía uso de razón. Su madre tenía una pila de viejos discos de 78 que él ponía en un gramófono de cuerda. "Eran sobre todo canciones de comedias musicales olvidadas hace tiempo, pero ojalá las tuviera ahora". A los trece años estudió guitarra clásica durante dos años, primero con Julian Bream y más tarde con uno de los alumnos de éste, pero se pasó al folk tras descubrir a Woody Guthrie durante el boom del skiffle de los años cincuenta.
Guthrie se convertiría en una influencia duradera en su música, en su elección de otros instrumentos (mandolina y armónica) y en su visión general de la vida. En una entrevista de 1985, Irvine explicó cómo, a mediados de la década de 1950, descubrió a Woody Guthrie a través de las grabaciones de Lonnie Donegan en los EP Backstairs Session y Skiffle Session:

Tenía dos EPs y pensé: '¡Eso es!' - "Midnight Special", "It Takes A Worried Man", "Railroad Bill" y "When The Sun Goes Down". En el reverso de la sobrecubierta leí que Donegan aprendió estas maravillosas canciones de las grabaciones de Woody Guthrie y Cisco Houston. Esto disparó mi imaginación juvenil y deseé con todas mis fuerzas escuchar las originales. [...] En 1957, [conseguí] este disco llamado More Songs By Woody Guthrie And Cisco Houston y me dejó alucinado. Con el tiempo, compré las Dust Bowl Ballads de Woody Guthrie, los 78 originales, en perfecto estado, por 40 dólares cada uno. Me pasaba el día sentado, solo, escuchando a Woody Guthrie y practicando. Tocaba con el pulgar. No sabía nada de flatpick, pero podía hacer la mejor imitación de Woody. Quería tocar todos los instrumentos que él tocaba. Por eso empecé a tocar la armónica y la mandolina. Cuando descubrí la música irlandesa y británica, descubrí cómo adaptar mi estilo básico de "scratch" de Woody Guthrie con la guitarra a tocar canciones tradicionales con la mandolina.
Andy Irvine, Celtic Roots... Dustbowl Inspiration por Joe Vanderford.

En mayo de 1959, Irvine empezó a frecuentar el Ballads and Blues Club -fundado en 1957 por Ewan MacColl en el pub Princess Louise de High Holborn que, en septiembre de 1959, se había trasladado al número 2 de Soho Square bajo la dirección exclusiva de Malcolm Nixon. Allí actuaban músicos folk estadounidenses que habían estado estrechamente relacionados con Guthrie: Ramblin' Jack Elliott, Derroll Adams y Cisco Houston; Irvine entabló amistad con los tres, sobre todo con Elliott, que le enseñó a tocar la armónica al estilo de Guthrie:

Ramblin' Jack Elliott [...] me dio la información crucial de que Woody Guthrie solía tocar el arpa ¡al revés! Al parecer, también lo hacían los músicos de blues sureños de la época. No hay ninguna desventaja en ello, ¡pero me alegro de haber aprendido a tocarla al revés como Woody!
Andy Irvine, Andy's Instruments

Tras localizar a Guthrie en el hospital psiquiátrico Greystone Park de Morristown, Nueva Jersey, Irvine empezó a mantener correspondencia con Sid Gleason, quien, junto con su marido Bob, sacaba a Guthrie del hospital y lo entretenía los fines de semana. Ella fue la primera persona que le llamó "Andy", y a partir de entonces siguió siendo un conducto entre él y Guthrie.

Los Gleason me consiguieron un trabajo en una gasolinera de East Orange, Nueva Jersey, pero luego me invitaron a la BBC Radio Rep y no pude dejarlo. Lo hice durante un par de años y se me quitaron las ganas de ser empleado de una gasolinera en East Orange, Nueva Jersey.
Andy Irvine, The Greeking of the Irish por Colin Irwin

Durante 1959, Irvine y Elliott también grabaron cintas de audio para enviárselas a Guthrie y, tras grabar una de las canciones de Guthrie, Elliott exclamó: "¡Andy, suenas más a Woody que yo!", igual que Guthrie le había dicho una vez a Elliott: "¡Jack, suenas más a mí que yo!". Sin embargo, el sueño de Irvine de unirse a Guthrie en Estados Unidos acabó desvaneciéndose cuando su madre murió en 1961.
En 1991, Irvine escribió su canción de homenaje a Woody Guthrie: "Never Tire of the Road", publicada por primera vez en el álbum en solitario Rude Awakening. Volvió a grabarla para el álbum Rain on the Roof, publicado en 1996, tras incluir otra estrofa más el estribillo de una canción que Guthrie grabó en marzo de 1944: "You Fascists Are Bound to Lose".
En una entrevista de 2000, Irvine declaró: "Nunca conocí a Woody, pero mantuve correspondencia con él en el hospital. El tipo de valores que Woody representaba son una de mis grandes pasiones".

### Justicia social
Irvine es miembro de los Trabajadores Industriales del Mundo (los "Wobblies"), con un compromiso declarado con la justicia social. Por ejemplo, defendiendo la vida, el activismo social y el enérgico liderazgo organizativo de Mary Harris Jones ("Mother Jones"), sobre la que escribió una canción, "The Spirit of Mother Jones", que grabó y publicó en su álbum de 2010 Abocurragh. El 1 de agosto de 2012, Irvine actuó en Shandon, condado de Cork, en el Festival inaugural Mother Jones, que celebraba el 175 aniversario del nacimiento de Mary Harris; volvió a actuar en el Festival el 1 de agosto de 2013.
Al igual que otros artistas contratados para actuar en Féile Iorrais (un festival comunitario en Erris) en agosto de 2007, Irvine se disgustó al enterarse de que Royal Dutch Shell patrocinaba en parte los eventos. Los planes de Shell para el proyecto de gas de Corrib han sido objeto de controversia en el condado de Mayo. Irvine se comprometió a donar parte de sus honorarios a la campaña Shell to Sea.

## Carrera musical

### 1960s: Dublín, Sweeney's Men, Europa del Este

#### Se traslada a Dublín y pasa de la interpretación a la música folk
En 1962, cuando finalizó su contrato de dos años con "Rep" de la BBC, Irvine se trasladó a Dublín y siguió ganándose la vida como actor durante un tiempo, actuando en The Olympia, The Gaiety, The Gate y The Eblana. También actuó en el Pike Theatre, donde interpretó el papel de Jerry como uno de los dos únicos actores de Historia del zoo, de Edward Albee, y donde también apareció como Tethra (el dios irlandés de la guerra) en Moytura, de Padraic Colum, durante el Festival de Teatro de Dublín de 1963. A finales de 1963, participó en algunos episodios de Down at Flannery's, precursor del popular culebrón de RTÉ Tolka Row, en el que apareció durante cinco episodios en el papel de Jim "Beardie" Toomey, el novio del personaje de Laurie Morton, Peggy Kinnear. Una de sus últimas actuaciones fue en el Olympia Theatre el 28 de septiembre de 1964 como Sir Peregrine en Sir Buccaneer, un musical de G.P. Gallivan..
Sin embargo, muy pronto se dio cuenta de que estaba surgiendo una floreciente escena folk, centrada en el barrio de Baggot Street-Merrion, en el centro de Dublín. "En cuanto encontré mi sitio allí, pensé: '¡Se acabó, adiós a la actuación!".Tras descubrir la música irlandesa a través de Séamus Ennis en el programa de la BBC As I Roved Out, de Peter Kennedy, y de Ciarán Mac Mathúna en Raidió Éireann, Irvine pasó muchas horas estudiando en la Biblioteca Nacional, recorriendo viejos cancioneros como Child Ballads y Songs of the People, de Sam Henry, así como el Penguin Book of English Folk Songs, de A.L. Lloyd. También se inspiró en Ewan MacColl, sobre todo en las canciones que escribió para sus radiobaladas.
Gravitando en torno al pub de Paddy y Maureen O'Donoghue, Irvine conoció a gente afín como Ronnie Drew, Luke Kelly y Barney McKenna, que más tarde formarían The Dubliners. Décadas más tarde, grabó "O'Donoghue's" -editada en el álbum Changing Trains (2004)-, una canción de once versos en la que recuerda vívidamente estos tiempos felices, nombrando a muchas de las personas que formaron parte de su transición de actor a músico folk.

#### Sweeney's Men –Sweeney's Men

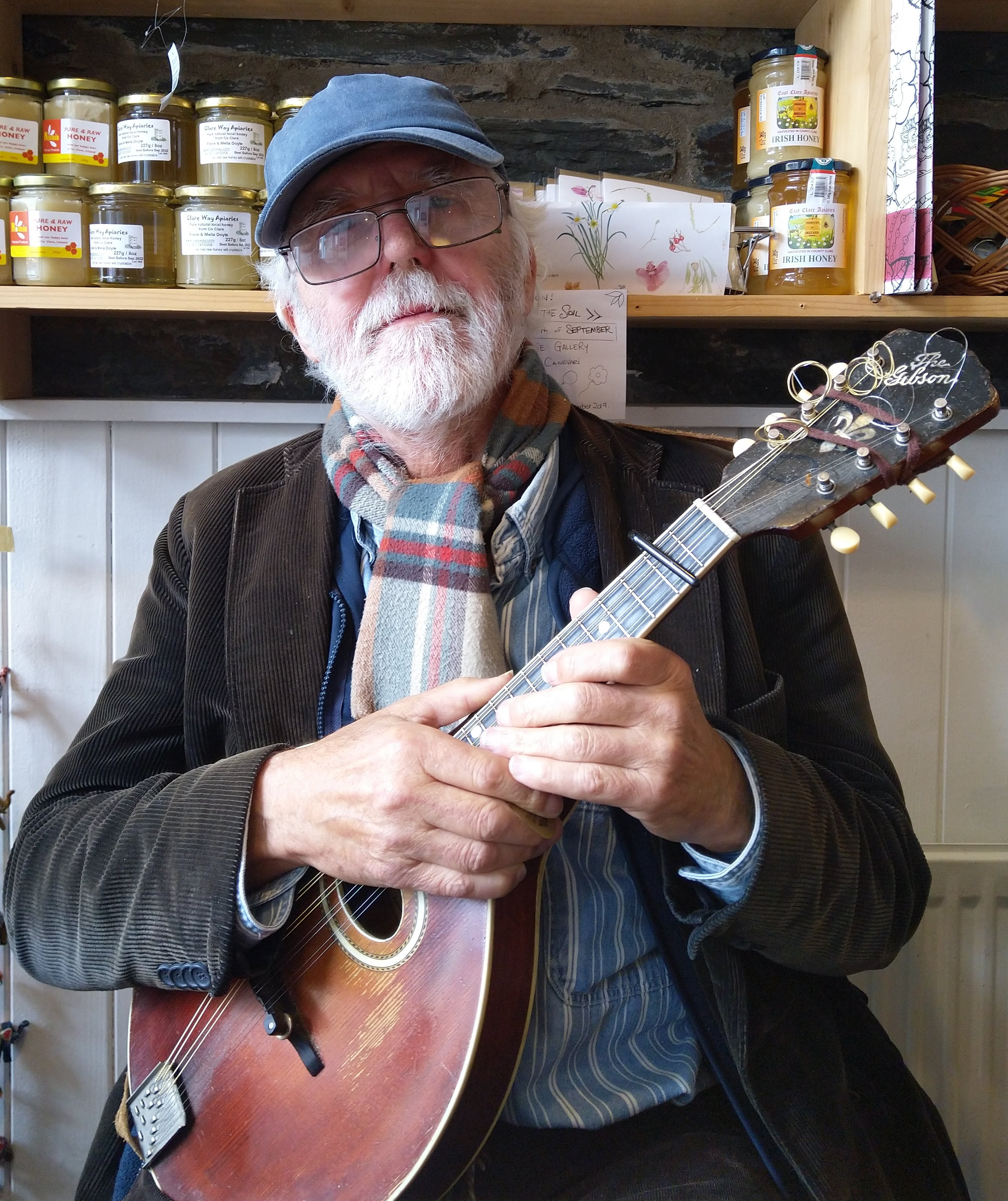
Irvine fundó junto a Johnny Moynihan (en la imagen), una asociación musical, lo que se convertiría después en Sweeney's Men

Una de estas personas fue Johnny Moynihan, con quien creó una asociación musical que se convirtió en Sweeney's Men en el verano de 1966, tras la incorporación de "Galway Joe" Dolan. Citando a Colin Irwin: "Fusionaron el conocido estilo folk americano tan popular a principios de los sesenta con un sabor irlandés de cosecha propia; no era música irlandesa pero era real y emocionante, tenía brío, imaginación y estilo". Un aspecto distintivo del sonido de Sweeney's Men fue la introducción por Moynihan del bouzouki -originalmente un instrumento griego- en la música irlandesa, aunque con una afinación diferente: GDAD' (una octava más baja que la mandolina de afinación abierta), en lugar de la afinación griega moderna CFAD'.
En 1996, Irvine escribió:

Gran parte de la influencia de los primeros Sweeney procedía de las grabaciones de músicos americanos de los años veinte y treinta. Johnny y yo intentábamos emular los banyos de 5 cuerdas y los violines montañeses con nuestras mandolinas y bouzoukis de afinación abierta. Más tarde, tras sentirnos muy afectados por las baladas de Charles Parker para la BBC Radio con Ewan MacColl y Peggy Seeger -en particular Singing The Fishing-, empezamos a incorporar este estilo a canciones irlandesas y escocesas. [...] La interacción entre el bouzouki y el mandolín, que más tarde se convirtió en una característica importante de Planxty, se "inventó" una noche en la cocina familiar de Johnny en Dalymount, Dublín, mientras nos esforzábamos por encontrar un acompañamiento para Rattlin' Roarin' Willy.
Andy Irvine, notas de la carátula del CD recopilatorio Sweeney's Men Two-in-One

Mientras adoptaba el estilo de vida itinerante de un músico, Irvine desarrolló el gusto por viajar, inicialmente dentro de Irlanda. La primera vez que vio a Willie Clancy tocar su gaita uilleann fue en un fleadh en Milltown Malbay en el verano de 1963, y siguió la ruta de los festivales en Irlanda durante los veranos de 1964, 1965 y 1966. Irvine también regresó regularmente a Londres para estancias cortas de algunas semanas o meses, y se aventuró a viajar por Europa, haciendo autostop a Múnich, Viena y Roma en el otoño de 1965. A principios de 1966, tocaba en los clubes de Dinamarca con Éamonn O'Doherty. En junio de 1966, Irvine y Dolan tocaban cinco noches a la semana como dúo en el Hotel Enda de Galway y Moynihan se unía a ellos los fines de semana, ya que seguía trabajando como delineante en Roscommon. Fue entonces cuando Dolan sugirió el nombre del grupo, tras leer la novela cómica de Flann O'Brien At Swim-Two-Birds, que describe al rey Sweeney de Antrim, un pagano loco, antirreligioso y que salta árboles.
En una entrevista de 2005, Irvine añadió:

Sweeney's Men fue un gran periodo de aprendizaje para mí. Al principio, cuando tocaba con Johnny y Joe Dolan (de Galway), era bastante novato en esto de tocar con otros músicos y me resultaba tremendamente emocionante. Aquel primer verano de 1966 fue idílico, el tipo de vida con el que había soñado. Lo único que podría haberlo hecho mejor habrían sido los trenes de mercancías.
Andy Irvine, Sweet Combinations of Sound – Irish Folk Legend Andy Irvine por Kevin Moist.

El trío grabó su primer sencillo "Old Maid in the Garrett"/"The Derby Ram" para Pye Records en los estudios Eamonn Andrews en la primavera de 1967. La semana en que el single entró en las listas irlandesas, Dolan partió hacia Israel y la Guerra de los Seis Días "pero tardó un año en llegar", y fue sustituido por Terry Woods -más tarde de Steeleye Span y The Pogues.
A principios de 1968, la nueva formación grabó el álbum homónimo, Sweeney's Men, producido por Bill Leader en Livingston Studios, Barnet. Además de tocar la guitarra, la mandolina o la armónica en la mayoría de los temas, Irvine contribuyó con cuatro canciones: "Sally Brown", "Willy O' Winsbury", "Dance to Your Daddy" y "Reynard The Fox".
También tocó el bouzouki de Moynihan -por primera vez en una grabación- en el tema "Johnston".

Tocando el bouzouki en "Johnston" fue cuando decidí que quería uno de esos. Era diferente. Tocaba la mandolina y esto tenía un tono un poco más profundo. [...] Decidí que tenía que ir a Grecia a comprar uno.
Andy Irvine, The Greeking of the Irish por Colin Irwin.

Irvine escribió su primera canción, "West Coast of Clare", a finales del verano de 1968, más o menos cuando los Sweeney's Men daban uno de sus últimos conciertos en Quilty, condado de Clare. "En realidad, la escribí pensando en una chica danesa llamada Birte, pero [...] muy pronto se convirtió en un recuerdo de grandes momentos en Clare. Empecé la canción en County Clare y la terminé en Liubliana, Yugoslavia, en agosto o septiembre de 1968".
Irvine dejó Sweeney's Men tras una última actuación en el Liberty Hall de Dublín, donde tocó la primera mitad del set con Moynihan y Woods antes de dejar paso a su sustituto, Henry McCullough, que tocó la segunda mitad.

#### Descubriendo Europa del Este y la música folclórica búlgara
A finales del verano de 1968, Irvine y su primera esposa, Muriel, partieron hacia Europa del Este y los Balcanes.

Recordé que, como coleccionista de sellos, me habían gustado los sellos búlgaros porque tenían una escritura rara. Y, por supuesto, yo tenía inclinaciones izquierdistas. Además, nadie iba allí. Así que decidí ir. Era 1968 y, echando la vista atrás, fue un periodo en el que mucha gente decidió ampliar sus horizontes.
Andy Irvine, The Humours of Planxty por Leagues O'Toole

Más tarde escribió varias canciones sobre sus experiencias allí: "Time Will Cure Me", que grabó en 1973 con Planxty en el álbum The Well Below the Valley; "Băneasă's Green Glade", que grabó en 1974 con Planxty en el álbum Cold Blow and the Rainy Night; "Autumn Gold", que grabó en 1976 con Paul Brady en su álbum a dúo, Andy Irvine/Paul Brady y "Rainy Sundays", que grabó en 1980 en su álbum de debut en solitario, Rainy Sundays... Windy Dreams.
Durante una serie de viajes a dedo por Eslovenia, Serbia, Bulgaria y Rumanía, Irvine descubrió los estilos musicales folclóricos de la región y se sintió especialmente atraído por la tradición búlgara. En una entrevista de 1992, relató el momento en que escuchó por primera vez música folclórica búlgara:

Un día nos llevó un camión y el tipo encendió la radio y sonó una música fantástica y pensé: "¡Ya sé lo que es y es genial! Así que cada vez que estaba en una ciudad o pueblo buscaba la tienda de música más cercana e iba a comprar discos. [...] Me encantaba la música, pero no acababa de entenderla [...] así que hasta que no llegué a casa y escuché los discos no pensé: '¡Oh, ya veo lo que están haciendo! Después de eso, me enganché...
Andy Irvine, Eastern Promise por Colin Irwin

Esta fascinación duradera por la música folclórica búlgara informaría varios de sus proyectos posteriores -primero con Planxty, luego en la grabación de su primer álbum en solitario (1980) y del álbum East Wind (1992)-, y también con la creación de dos bandas multiculturales de nombre similar: Mosaic (1984-85) y Mozaik (2002-actualidad). A su vez, la integración por parte de Irvine de elementos característicos de la música folclórica búlgara en su forma de tocar, como los ritmos asimétricos, también influiría profundamente en el sonido de la música irlandesa contemporánea, incluida -a través de Bill Whelan- la partitura original de Riverdance.
También fue a Tesalónica, ciudad greco-macedonia cercana a la frontera búlgara, para comprar un bouzouki:

Los coroneles fascistas estaban en el poder en Grecia. El ejército había tomado el poder y era un gobierno muy derechista, así que yo no quería ir a Grecia, pero quería un bouzouki. [...] Tenía un gran deseo de no ayudar de ninguna manera a los coroneles fascistas dejando dinero en Grecia, así que fuimos al hospital, [...] donamos nuestra sangre y conseguimos 400 dracmas cada uno [...]. Encontramos una tienda con montones de bouzoukis que costaban entre 500 y 5.000 dracmas. Así que me los estuve probando y había uno por 800 dracmas, que entonces costaba unos 100 euros, y me pareció bien.
Andy Irvine, Eastern Promise por Colin Irwin

Durante su estancia en Liubliana, conoció a Rens van der Zalm, un joven violinista neerlandés de formación clásica que también tocaba la guitarra, la mandolina, el piano, el acordeón y el tin whistle, y que fue uno de los fundadores del grupo folk holandés Fungus. Más tarde unirían sus fuerzas en varios proyectos de Irvine.
Cuando regresó a Dublín en otoño de 1969, Sweeney's Men -ahora reducido a Moynihan y Woods- se estaba disolviendo e Irvine dio un último concierto con ellos en la Universidad de Nottingham en octubre o noviembre de 1969.

### 1970s: Dúo con Dónal Lunny, Prosperous, Planxty, Silly Sisters dúos con Paul Brady y Mick Hanly

#### Dúo con Dónal Lunny - "The Blacksmith"

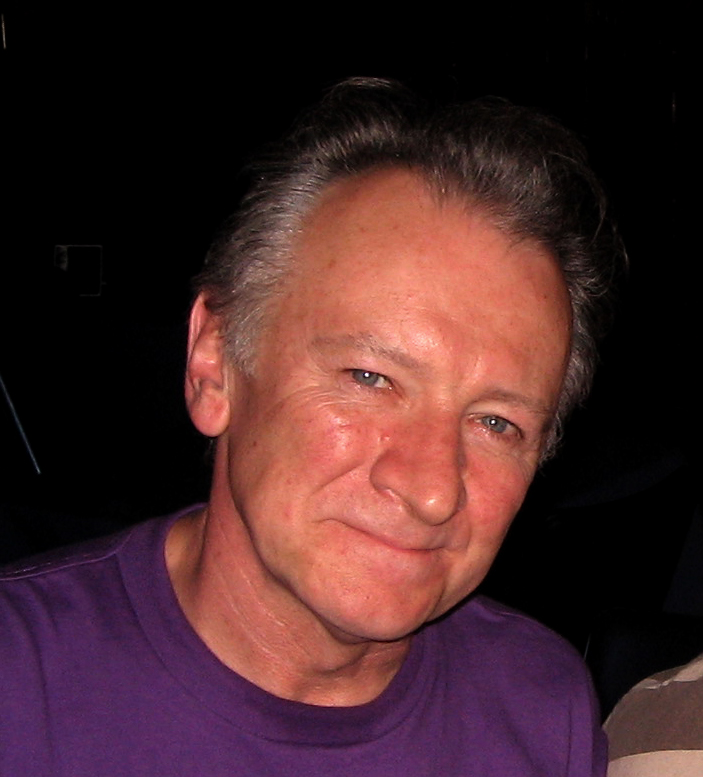
Dónal Lunny en 2006

Tras la desaparición de Sweeney's Men, en 1970 estuvo a punto de formarse un nuevo supergrupo folk irlandés-inglés, con Irvine, Moynihan, Woods y su esposa Gay, además del ex-Fairport Convention Ashley Hutchings al bajo, pero esto nunca llegó a producirse.
Durante un tiempo, Irvine actuó regularmente en el Slattery's Pub de Capel Street. Después conoció a Dónal Lunny, con quien formó un dúo tras una primera actuación en una fiesta con motivo de la conferencia sobre la amistad entre Irlanda y la Unión Soviética organizada por Seán Mac Réamoinn:

Diez minutos antes de salir, arreglamos dos piezas, una de las cuales era "Reynard The Fox" y probablemente la de Dónal [...] "When First unto this Country". [...] Salimos al escenario y era el mejor músico con el que había tocado hasta entonces, y el más rápido.
Vi la velocidad a la que Dónal captaba la forma en que yo hacía algo y esa fue la primera percepción que tuve de lo gran músico que era.
Andy Irvine, The Humours of Planxty por Leagues O'Toole

Dice Leagues O'Toole: "Esta asociación también fomentó la presencia del bouzouki en la música irlandesa. Al igual que Johnny Moynihan había introducido el instrumento a Andy Irvine, éste a su vez se lo transmitió a Dónal Lunny". Como recordaba el propio Lunny:

Andy tenía un montón de instrumentos [...] como el kaval, la gadulka, instrumentos que nunca había visto. Un día empecé a tocar el bouzouki y me gustó mucho cómo sonaba. Como tenía cuatro pares de cuerdas, los acordes eran muy fáciles. Y aunque estaba al revés para mí, todavía podía sacar acordes de él y realmente me encantó. Y Andy dijo: "Ah, llévatelo a casa contigo, las cuerdas son muy flojas para mí". Así que me la dio. ¡Brillante! Era el bouzouki griego de cuerpo redondo y [se] convirtió en lo que más usaba. [...] En aquella época, Andy tocaba más la mandolina que el bouzouki, así que fue una buena combinación entre los dos.
Andy Irvine, The Humours of Planxty por Leagues O'Toole

En una entrevista de 2015, Irvine añadió su recuerdo de aquel suceso:

Fue justo antes de Planxty. Dónal sólo tocaba la guitarra, pero vino a mi casa y había un bouzouki, lo cogió y empezó a tocarlo inmediatamente, aunque era diestro y él zurdo. Pensé: "Vaya, es un talento que no había visto antes". Y él decía: 'Esto es genial, tengo que conseguir uno de estos' y para entonces yo había dejado el bouzouki porque pensaba que las cuerdas estaban un poco flojas y había vuelto a la mandolina, así que le dije: 'Quédatelo' y se lo di.
Andy Irvine, The Greeking of the Irish por Colin Irwin

También crearon su propio club nocturno, en la planta baja del Slattery's Pub, al que llamaron "The Mug's Gig". En ella actuaban Irvine y Lunny, además de artistas invitados como Ronnie Drew, Mellow Candle y el grupo Supply, Demand & Curve. Clodagh Simonds, cofundadora de Mellow Candle con Alison O'Donnell en 1963, recuerda:

El local estaba siempre lleno y el ambiente era increíble. Creo que una de las razones por las que todo resultaba tan emocionante era que no podías dejar de ser consciente de que realmente estaban abriendo nuevos caminos, incluso antes de que se formara Planxty. Algo muy poderoso estaba germinando. La complejidad rítmica y la complejidad de sus arreglos era algo realmente nuevo e inaudito: estaban literalmente quitando el polvo y las telarañas de parte de ese material y dándole una nueva vida brillante y danzante. Fue estimulante presenciarlo, no hay otra palabra.
Clodagh Simonds, The Humours of Planxty por Leagues O'Toole

Para entonces, Irvine había creado su propia versión de "The Blacksmith", seguida de una coda de su propia autoría -en ritmo búlgaro de 5
8- a la que más tarde Christy Moore daría el título de "Blacksmithereens", en un concierto de Planxty en 1973.

#### Christy Moore -Prosperous

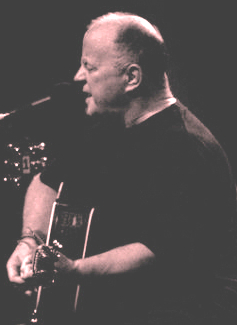
Christy Moore en 2008

En poco tiempo, Irvine y Lunny participaron en un proyecto que les daría su gran oportunidad. Moore, que se había trasladado a Inglaterra durante la huelga del Banco Nacional de 1966, se había convertido en un músico consolidado en la escena de la música folk inglesa e incluso grabó allí su primer álbum (Paddy on the Road), en 1969, en el estudio Sound Techniques de Chelsea.
Después, decidió grabar su segundo álbum en Irlanda y entre sus músicos invitados se encontraban Irvine, Lunny y el gaitero uilleann Liam O'Flynn. El álbum, Prosperous, fue grabado por Bill Leader, que había llevado su unidad móvil de grabación (una máquina de cinta Revox y dos micrófonos ) a Irlanda en el verano de 1971. Los ensayos tuvieron lugar en el piso de Irvine en Dublín y las grabaciones se hicieron en Prosperous, condado de Kildare, en el sótano de Downings House, propiedad de la hermana y el cuñado de Moore, Anne y Davoc Rynne.
En su libro anotado de canciones, publicado por primera vez en 2000, Moore recuerda:

Fue un momento mágico. La música era nueva y brillaba. Cada día nos divertíamos de nuevo mientras rodábamos por el pub de Pat Dowling y luego subíamos al sótano de Rynne para grabar otro tema. [...] Estaba encantado de tocar con Dónal, Andy y Liam, y su entusiasmo demostraba que los sentimientos eran mutuos.
Christy Moore, One Voice

En palabras de Colin Irwin:

Prosperous tomó las sugerencias ofrecidas por Sweeney's Men y se lanzó a por ellas. [...] Aquí, la diestra gaita de Liam O'Flynn se fusionó felizmente con la mandolina de Andy Irvine y el rítmico bouzouki de Dónal Lunny para formar una compleja y hermosa diversión para la voz de Christy Moore.
Colin Irwin, In Search of the Craíc.

Moore lo publicó como álbum, pero poco después los cuatro músicos formaron Planxty en enero de 1972, bajo la dirección de Des Kelly.

#### Planxty
Tras perfeccionar su directo en Slattery's, dieron dos conciertos, uno por la tarde y otro por la noche, en el Newbridge College el 16 de marzo de 1972. Donovan se encontraba entre el público e invitó a Planxty a telonearle en su gira irlandesa de seis fechas de la semana siguiente, durante la cual su primera actuación importante -en el Hangar de Galway- fue un gran éxito. Ni el público ni el grupo sabían qué esperar, y ambos quedaron gratamente sorprendidos. Irvine, incapaz de ver al público a través del resplandor de las luces del escenario, temía que la multitud estuviera a punto de amotinarse. Tardó varios minutos en darse cuenta de que lo que estaba oyendo era la expresión de su respuesta entusiasta a la música del grupo. El 21 de abril de 1972, Planxty se embarcó en su primera gira por Inglaterra, que había sido reservada previamente por Moore, y tocó en pequeños clubes folk de Mánchester, Bolton, Leeds, Hull, Barnsley, Blackpool, Newcastle, Chester y Londres, con gran éxito, regresando a Irlanda en mayo.
El grupo firmaría un contrato de seis discos y realizaría numerosas giras por Europa. Tocaban sobre todo canciones y melodías tradicionales, pero varias eran composiciones de Irvine, lo que le convertía en el único compositor de la banda. Instrumentalmente, el grupo destacaba por el intrincado contrapunto de bouzouki y mandolina de Lunny e Irvine, junto con la excepcional gaita de O'Flynn; Irvine y Moore (que tocaba la guitarra) eran los principales vocalistas. Muy pronto, Lunny se convertiría también en su propio productor, arreglista y director musical: "La música exigía ser tratada en sus propios términos. Influyó en nuestros arreglos. [...] Creo que a la gente no le resultaba familiar oír música tradicional con un chasis debajo, y sigue sonando a música tradicional".

Juntos, abordaron el arte del arreglo más que la fórmula del género. Y su diversidad no sólo se definía por la instrumentación y las influencias, sino también por la variación de los compases y la creación de melodías contrapuntísticas. Equilibraban esta innovación con una delicada empatía por la música y con virtudes musicales a la antigua usanza, como el canto reflexivo y la interpretación intrincada. Como banda acústica, generaban su propia electricidad [...], sus directos tienen una dinámica que levanta el vuelo, a la altura de los mejores grupos de rock o folk eléctrico".
Leagues O'Toole, The Humours of Planxty.

Irvine contribuyó con cuatro canciones a su primer álbum, Planxty, grabado en los Command Studios de Londres a principios de septiembre de 1972 y publicado a principios de 1973: "Arthur McBride", "West Coast of Clare", "The Jolly Beggar" y "The Blacksmith".
Su segundo álbum, The Well Below The Valley, se grabó en los Escape Studios de Kent, Inglaterra, desde el 18 de junio de 1973 hasta finales de mes, y salió a la venta ese mismo año. Incluye tres canciones de Irvine: "Pat Reilly", "As I Roved Out" y "Time Will Cure Me".
Tras la finalización de este álbum, Planxty se embarcó en su primera gira por Alemania, donde el grupo se había hecho muy popular. También realizaron numerosas giras por Irlanda y viajes más frecuentes al extranjero, a festivales en Bretaña y en Inglaterra, al Durham Folk Festival y al Cambridge Folk Festival. A principios de septiembre de 1973, Lunny dimitió tras tocar su último concierto con la banda en el Festival de Edimburgo. Le sustituye Johnny Moynihan.
Los ensayos para el tercer álbum de Planxty, Cold Blow and the Rainy Night, comenzaron en el verano de 1974 en la casa de verano familiar de Moynihan en Rush, en la costa norte del condado de Dublín. A instancias de Irvine, Lunny volvió a la banda para arreglar el material seleccionado y tocar en el álbum, que se grabó en los estudios Sarm de Whitechapel (Londres) en agosto de 1974 y se publicó ese mismo año. Incluye cuatro piezas de Irvine: "Johnny Cope", "Băneasă's Green Glade", "Mominsko Horo" y "The Green Fields of Canada".
Tras la finalización de este tercer álbum, Moore dimitió y fue sustituido por Paul Brady, natural de Strabane. La nueva formación de la banda (Irvine, O'Flynn, Moynihan y Brady) realizó numerosas giras, pero no publicó ninguna grabación y se disolvió después de dar su último concierto en Bruselas el 5 de diciembre de 1975.

#### Silly Sisters -Silly Sisters
En 1976 se lanzó el primer álbum del dúo Silly Sisters (Maddy Prior y June Tabor), Irvine contribuyó con dos piezas del álbum: "The Seven Wonders" y "Dame Durdan".

#### Dúo con Paul Brady -Andy Irvine/Paul Brady

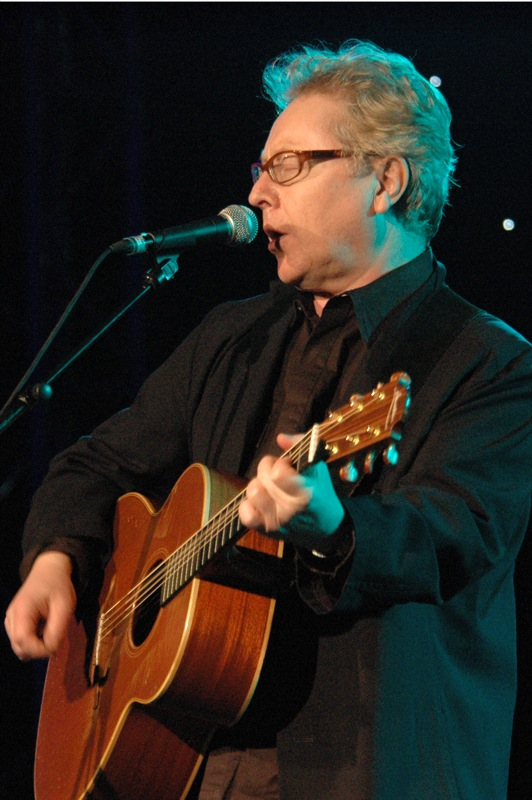
Paul Brady en 2006

Irvine continuó de gira con Brady, incluyendo una serie de conciertos en EE. UU. en 1977 (la primera visita de Irvine a ese país), entre los que destacó un exitoso concierto en The Town Hall de Nueva York. Irvine también fue invitado por Alec Finn a unirse a De Dannan tras la marcha de Dolores Keane, pero pronto tuvo que renunciar a esta nueva aventura debido a conflictos de agenda. No obstante, Irvine actuó con De Dannan en el 'The 3rd Irish Folk Festival' en Alemania el 30 de abril de 1976, tocando "Martinmas Time/Danny O'Brien's Hornpipe", "Maíre Rua/Hardiman The Fiddler", "The Emigrant's Farewell", "The Boys of Ballysodare" y "The Plains of Kildare".
En agosto de 1976, Irvine y Brady grabaron un álbum juntos en los Rockfield Studios, Andy Irvine/Paul Brady, producido por Lunny, que también toca en la mayoría de los temas, y con Kevin Burke al violín; fue publicado en diciembre de 1976 por Mulligan Music Ltd. Este álbum incluía "Autumn Gold", sobre la que Irvine comentó: "Escrita en Liubliana en 1968, mientras estaba sentado en un parque soleado, plantado en una cita. Esperando, como siempre, a Vida". Es la última canción de un cuarteto escrito durante su estancia en Europa del Este en 1968-69, tras pasar varios meses en la capital eslovena.
El 40 aniversario del lanzamiento del álbum se celebró con una gira por Irlanda programada para mayo de 2017, con el personal original: Irvine, Brady, Lunny y Burke. La gira visitó: Cork, Dublín, Derry, Limerick, Galway y Belfast. Durante octubre de 2018, la gira de aniversario se repitió con conciertos de una noche en Dublín, Cork, Londres y Praga.

#### Dúo con Mick Hanly -As I Went Over Blackwater
Irvine también realizó numerosas giras por Europa con Mick Hanly, incluida una en el "4th Irish Folk Festival" de Alemania el 30 de abril de 1977. Comenzaron su actuación con Irvine interpretando una versión completa de "Johnny Cope": primero la canción, seguida de la hornpipe a 6 voces del mismo nombre, que Irvine tocó completa con el bouzouki. A continuación, Hanly cantó "A Kiss in the Morning Early". Irvine siguió con "Bonny Woodhall", acompañándose a sí mismo con el bouzouki Fylde 'Octavius' (con las dos cuerdas inferiores en octava). Esta grabación de "Bonny Woodhall" es la interpretación de Irvine de "Bonny Woodha'" (H476 en Sam Henry's Songs of the People) y más tarde aparecería como bonus track en la versión en CD de Rainy Sundays.... Windy Dreams. Su conjunto termina con Hanly cantando "John Barleycorn" y "The Verdant Braes of Skreen".
Al año siguiente, Liam O'Flynn se unió a Irvine y Hanly en el escenario del V Festival de Folk Irlandés, celebrado en Alemania el 28 de abril de 1978, e interpretaron "I Buried My Wife And Danced on Top of Her", una giga aprendida del gaitero Willie Clancy; "Molly Bawn", cantada por Hanly (con Irvine primero a la zanfona y luego al bouzouki); "Brian O'Lynn/Sean Bun"; "I Courted A Wee Girl"; "The Longford Weaver", cantada por Irvine acompañándose a sí mismo con la zanfona y la armónica; y "Masters Return/Kittie's Wedding".
Dos años más tarde, en 1980, Hanly publicó su segundo álbum en solitario As I Went Over Blackwater, con Irvine en cuatro temas: "Jack Haggerty" (armónicas), "The Guerriere and The Constitution" (voces armónicas y zanfona), "Every Circumstance" (mandolina) y "Miss Bailey/Jessica's Polka" (armónica).

#### The Gathering
En algún momento de 1977, Irvine también grabó The Gathering, junto con Paul Brady, Dónal Lunny, Matt Molloy, Tommy Potts, Tríona Ní Dhomhnaill y el gaitero uilleann Peter Browne. Este álbum fue financiado por Diane Meek, una heredera de Guggenheim que había utilizado el seudónimo "Hamilton" como nombre de soltera para disimular su riqueza. Había prestado dinero a Mulligan Records en sus comienzos y también había creado un pequeño sello discográfico de música tradicional llamado Srutháin [un arroyo], en el que tenía intención de publicar The Gathering. Sin embargo, el álbum se publicó finalmente en 1981 en Greenhays, un sello relacionado con Rounder Records.
Irvine contribuyó con dos canciones al álbum: "There's Sure To Be A Row", y "The Mall of Lismore". También toca la mandolina y la armónica en la versión de Paul Brady de "Heather on the Moor", una canción aprendida de Eddie Butcher.

#### Paul Brady -Welcome Here Kind Stranger
El viernes 21 de julio de 1978, Brady presentó su álbum Welcome Here Kind Stranger con un concierto en el auditorio del Liberty Hall de Dublín. Decidió grabar el concierto en su propio magnetófono Akai con la presencia de Brian Masterson, que había realizado la ingeniería del álbum y se encargaba del sonido esa noche.
Actuaron con él: Lunny, O'Flynn, Paddy Glackin, Matt Molloy, Noel Hill e Irvine, que tocaron en nueve de los diez números interpretados esa noche: "Paddy's Green Shamrock Shore" (armónica, mandolina); "I Am A Youth That's Inclined To Ramble" (zanfona); "The Creel/Out The Door And Over The Wall" (mandolina, bouzouki); "The Jolly Soldier/The Blarney Pilgrim" (armónica, bouzouki); "Mary And The Soldier" (mandolina, armónica); "Jackson And Jane" (zanfona); "Don't Come Again" (mandolina); "The Lakes Of Pontchartrain" (bouzouki); "The Crooked Road To Dublin" (guitarra portuguesa con 8 afinadores [4 quitados], reencordada con 4 cursos y afinada como una mandola).
Después del concierto, Brady se llevó las cintas a casa y no las volvió a encontrar hasta noviembre de 2000, todavía en buen estado para transferirlas a un CD y publicarlas, en 2002, bajo el título The Missing Liberty Tapes.

#### Planxty -After The Break

Los Windmill Lane Studios, donde Planxty grabaron After The Break

En el otoño de 1978, Moore estaba listo para volver a formar la formación original de Planxty, con Lunny, que trajo al flautista Matt Molloy de The Bothy Band, y los ensayos comenzaron el 19 de septiembre de 1978. Su nuevo manager, Kevin Flynn, organizó entonces una gigantesca gira europea para el año siguiente, del 15 de abril al 11 de junio de 1979, durante la cual la banda tocó cuarenta y siete conciertos en cincuenta y ocho días, en el Reino Unido, Alemania, Suiza, Bélgica, Francia e Irlanda.
Después de la gira, la banda fue a los Windmill Lane Studios del 18 al 30 de junio de 1979 para grabar su cuarto álbum: After The Break, publicado ese mismo año. Irvine contribuyó con tres piezas al álbum: "You Rambling Boys of Pleasure", "The Rambling Siúler" y "Smeceno Horo".
Tras grabar el álbum, Planxty reanudó sus giras de forma más esporádica, actuando en The National en Kilburn, en un puñado de fechas en Bélgica y Francia, y también como cabeza de cartel en el tercer Festival Ballisodare. Molloy dejó Planxty para unirse a The Chieftains en otoño de 1979.

### 1980s: Álbum en solitario, Planxty,Parallel Lines, Mosaic, Patrick Street,Aiming For The Heart

#### Rainy Sundays... Windy Dreams
A finales de 1979, Irvine grabó su primer álbum en solitario en los Windmill Lane Studios de Dublín: Rainy Sundays... Windy Dreams, producido por Dónal Lunny y publicado por Tara Records en 1980. En él participaron Irvine, Lunny, O'Flynn, Brady (guitarra y piano), Frankie Gavin (violín), Rick Epping (acordeón, armónica, arpa de mandíbula), John Wadham (bongó y congas), Paul Barrett (Fender Rhodes y Polymoog), Keith Donald (saxo soprano) y Lucienne Purcell (voz).
Este primer álbum en solitario mostraba canciones y melodías de dos de sus principales influencias: la cara uno (en el LP de vinilo) presentaba piezas inspiradas en la música tradicional irlandesa, y las opciones de la cara dos se centraban en la música balcánica. El álbum original, en vinilo, se cerraba con "Rainy Sundays", de su propia autoría, una canción nostálgica que recordaba a Vida, con quien Irvine mantuvo "un romance unilateral en Liubliana hace años".

#### High Kings of Tara
En 1980, Tara Records publicó High Kings of Tara, un álbum recopilatorio con temas publicados anteriormente por algunos de sus artistas: Shaun Davey, Oisín, Jolyon Jackson, Paddy Glackin, Paddy Keenan, Stockton's Wing y Christy Moore.
Este álbum también incluía cinco temas inéditos de Planxty, Irvine y Moore. Dos de ellos, "The Bonny Light Horseman" de Irvine y un conjunto de reels de Planxty, "Lord McDonald/The Chattering Magpie", se añadieron posteriormente a la versión en CD de After The Break. Las tres pistas restantes eran: "General Monroe" - una canción tradicional rearreglada por Irvine (bouzouki, armónica) a dúo con Lunny (guitarra); "First Slip/Hardyman The Fiddler A&B/The Yellow Wattle" - un conjunto de jigs de Planxty, incluyendo a Matt Molloy; y "John of Dreams" - una balada de Moore, que fue posteriormente reeditada en la versión en CD de The Iron Behind the Velvet.

#### Planxty -The Woman I loved So Well
El 28 de febrero de 1980, Planxty encabezó el concierto Sense of Ireland en el Royal Albert Hall de Londres. Cuando regresaron a Irlanda, grabaron dos programas para RTÉ en el Pavilion Theatre de Dún Laoghaire, y después empezaron a ensayar en el castillo de Kilkea, en Castledermot, condado de Kildare, con dos músicos del condado de Clare: el concertino Noel Hill y el violinista Tony Linnane. A esta formación de seis miembros, Moore, Irvine, Lunny, O'Flynn, Hill y Linnane, se unieron Matt Molloy y el teclista Bill Whelan, para grabar el quinto álbum de la banda, The Woman I Loved So Well, en los estudios Windmill Lane durante dos periodos: del 23 al 29 de abril y del 16 al 19 de mayo. El álbum se terminó con una recepción en los estudios Windmill Lane el 9 de junio y se publicó en Tara Records en julio de 1980.  Irvine contribuyó con tres canciones al álbum: "Roger O'Hehir", "Kellswater" y "Johnny of Brady's Lea".
Planxty reanudó sus giras como cuarteto durante el verano de 1980, tocando en una gira por castillos italianos en julio y volviendo al festival The Boys of Ballisodare el 9 de agosto, donde se les unieron Whelan y un joven violinista de Cork, Nollaig Casey. En los conciertos de esta época, el cuarteto actuaba en la primera parte y Whelan y Casey se unían en la segunda. Este sexteto actuó durante una semana en el Olympia Theater de Dublín, del 18 al 23 de agosto de 1980, y fue grabado para un posible álbum en directo que finalmente apareció en 1987 como The Best of Planxty Live, sin licencia. El mismo sexteto también actuó en una serie de eventos puntuales, como en el Hammersmith Odeon en marzo de 1981, y grabó una suite llamada "Timedance" -con orquesta completa y sección rítmica- que también se interpretó durante el intermedio del Festival de Eurovisión, celebrado en Dublín el 4 de abril de 1981. "Timedance" fue la génesis de lo que Whelan compondría más tarde para Riverdance.

#### Parallel Linescon Dick Gaughan

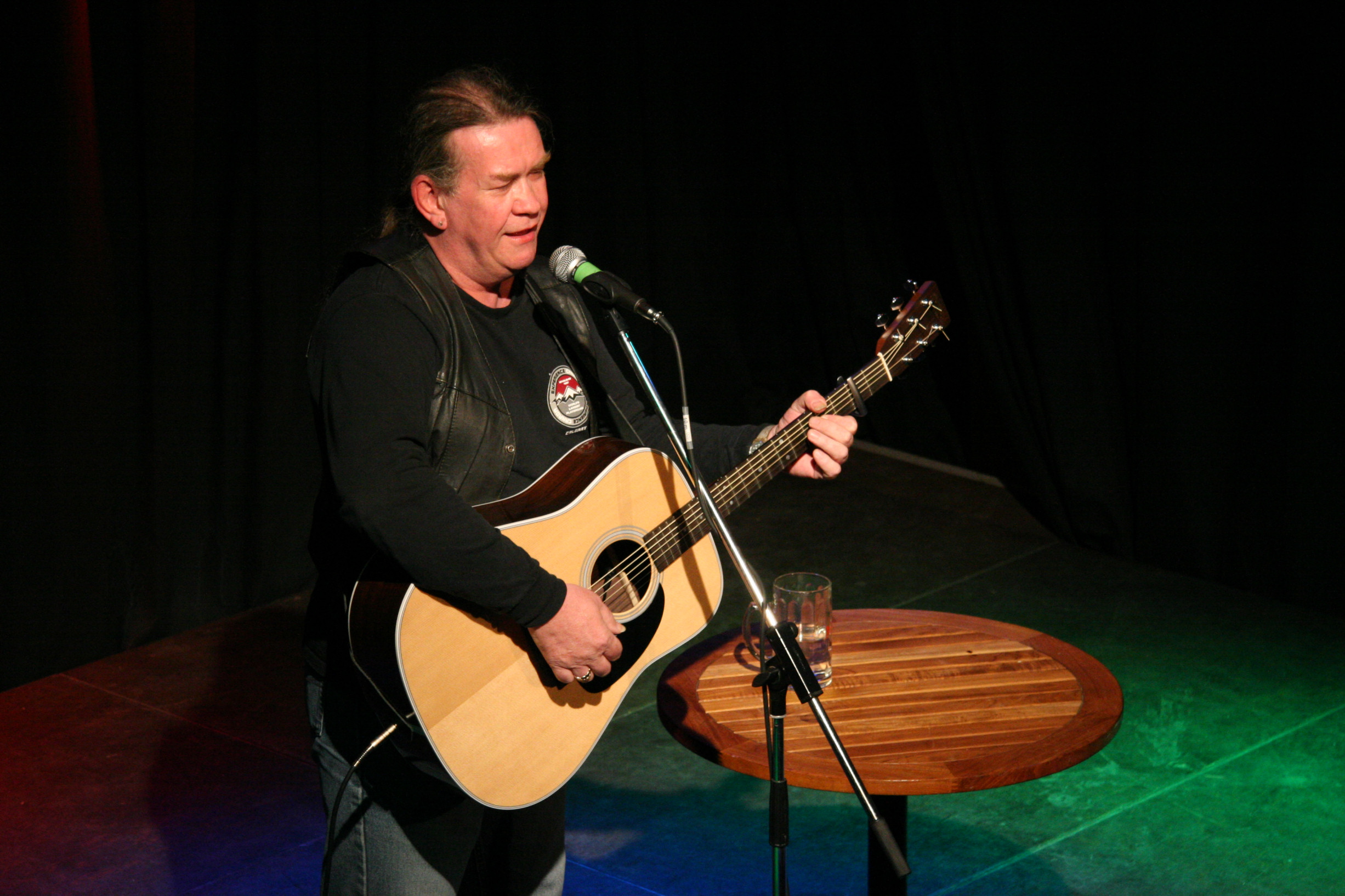
Dick Gaughan en 2006

En su autobiografía en línea, Irvine recuerda:

Después de una de estas giras [en 1980], entré en un estudio de grabación en Northeim, Alemania, para grabar un álbum llamado Folk Friends 2- otros ya habían hecho número uno. Se reunieron mis viejos amigos Jack Elliott y Derroll Adams, Alex Campbell, Dick Gaughan, Dolores Keane y John Faulkner y muchos otros. ¡Menuda semana! [...] Grabamos en diferentes combinaciones y yo grabé "Thousands Are Sailing" con Dick, lo que nos llevaría a grabar un álbum juntos un año después: Parallel Lines.
Andy Irvine, Andy's History – Chapter 6

En agosto de 1981, Irvine y Gaughan grabaron Parallel Lines en el Tonstudio de Günter Pauler en St Blasien/Herrenhaus, Northeim, Alemania, publicado en 1982 en el sello alemán FolkFreak-Platten. Fue producido por Gaughan, Irvine y Carsten Linde, con una formación que incluía a Gaughan (guitarras acústica y eléctrica, bajo y voz), Irvine (bouzouki, mandola, mandolina, armónica, zanfona y voz), Nollaig Casey (violín), Martin Buschmann (saxofón), Judith Jaenicke (flauta) y Bob Lenox (piano Fender Rhodes). Dónal Lunny también grabó las partes de violín y remezcló el álbum en los estudios Lombard Sound de Dublín.
En 1997, Parallel Lines se reeditó en CD, incluyendo "Thousands Are Sailing" como tema extra que Irvine y Gaughan habían grabado durante las sesiones de grabación de Folk Friends 2 antes mencionadas, celebradas en 1980.
Sobre la grabación de Parallel Lines, Irvine comentaría más tarde:

Habíamos ensayado un par de veces en casa de Dick, en Leith, y en mi casa de Dublín, pero sobre todo mis canciones, ya que Dick no decidió lo que iba a cantar hasta que llegamos a Alemania. Hizo un trabajo fantástico con mi material. Tanto más cuanto que era mi periodo "realmente complicado". Siempre que nos reunimos, hacemos planes para hacer otro. No sé si alguna vez ocurrirá...
Andy Irvine, Sweet Combinations of Sound – Irish Folk Legend Andy Irvine por Kevin Moist

Sin embargo, Irvine y Gaughan actuaron en directo en el local Whelan's de Dublín el 2 de febrero de 2011, casi treinta años después de grabar Parallel Lines.

#### Planxty -Words and Music
El sexteto Planxty siguió de gira, pero empezó a distanciarse. En 1980, O'Flynn grabó The Brendan Voyage con Shaun Davey. Moore y Lunny, deseosos de experimentar con una sección rítmica y un conjunto de canciones diferente y más político, formaron Moving Hearts en 1981. Lunny también se mantuvo ocupado produciendo álbumes de otros artistas. Como resultado de todos estos proyectos paralelos, el cuarteto original acabaría tocando su último concierto juntos el 24 de agosto de 1982, en el Estadio Nacional de Dublín.
No obstante, Planxty -con Whelan y Casey todavía a bordo- se reunió en los estudios Windmill Lane a finales de octubre y principios de noviembre de 1982 para grabar Words & Music, en el que también participaron el violinista James Kelly y el bajista de Moving Hearts Eoghan O'Neill. Salió a la venta con el sello WEA en 1983. Irvine contribuyó con tres piezas al álbum: "Thousands Are Sailing", "Accidentals" y "Aragon Mill".
Una formación final que Irvine apodó "Planxty-Too-Far" -Irvine, O'Flynn, Whelan, Arty McGlynn a la guitarra, James Kelly al violín y la cantante Dolores Keane, pero sin Casey- emprendió una gira por el Reino Unido el viernes 1 de abril de 1983, seguida de una serie de actuaciones en directo en Irlanda, una aparición en el Late Late Show y unos ocho espectáculos, incluido el National Stadium de Dublín el 27 de abril de 1983. Dos días después, Irvine se fue de gira por los Balcanes y, a su regreso a mediados de junio, se encontró con que: "para mi sorpresa, la banda no se había separado, sino que se había disuelto". Un final desafortunado para la segunda venida...".

#### Después de Planxty
Irvine reanudó su carrera en solitario, tocando ocasionalmente con McGlynn y Casey, y también viajó a Hungría, donde tocó y confraternizó con músicos locales:

Por aquel entonces ya había conocido a varias personas en Hungría, cuyas carreras eran comparables a la mía. Me refiero a gente de la ciudad de Budapest que había descubierto su música folclórica, había salido a recogerla y había formado grupos para tocarla. Primero conocí a Kolinda, con la hermosa voz de Ágnes Zsigimondi, y luego me topé con Muzsikás, que se convertirían en mis firmes amigos. Empecé a tocar mucho allí. Me encantaba el lugar. Allí perdí el corazón por muchas cosas.
Andy Irvine, Biography – Chapter 7.

La cantante de Muzsikás, Márta Sebestyén, se uniría poco después al siguiente grupo folk multicultural de Irvine, Mosaic. También conoció al multiinstrumentista Nikola Parov (entonces marido de Sebestyén), que participaría en varios proyectos de Irvine, el primero de ellos el álbum East Wind (1992), en el que aparecía Sebestyén. Irvine escribiría más tarde una canción sobre este periodo de su vida en Budapest: "The Wind Blows Over The Danube", publicada en el álbum Changing Trains.

#### Mosaic
En el invierno de 1984, Irvine reunió a un grupo de músicos de toda Europa y formó Mosaic, con una formación que incluía a Irvine, Dónal Lunny junto con su antiguo socio de Moving Hearts, el gaitero uilleann Declan Masterson, la bajista y cantante danesa Lissa Ladefoged, el guitarrista y cantante holandés Hans Theessink y la cantante Márta Sebestyén. 
Su primer concierto público fue en Budapest el 12 de julio de 1985, seguido de otros dos conciertos en Hungría y una aparición en el festival Dranouter de Bélgica a principios de agosto, antes de su gira inglesa.  Su séptimo concierto fue en el Southport Arts Center, que Chris Hardwick de Folk Roots reseñó con la siguiente introducción: "De vez en cuando, la escena folk presenta una nueva permutación en la que individuos excepcionalmente dotados se unen para producir algo tan innovador y estimulante que va mucho más allá de la suma de las partes".
Su repertorio incluía: Northwest Passage" de Stan Rogers, un tema de baile macedonio no especificado ("uno de los especiales de 90 mph de Andy"), una canción de amor húngara en solitario de Sebestyén, una versión melancólica del lamento caribeño de Eric Von Schmidt "Joshua Gone Barbados" de Theessink, los tres irlandeses (Irvine, Lunny y Masterson) en un conjunto de bobinas que incluían "The Spike Island Lasses", e Irvine cantando "Indiana" de Andy Mitchell. Sin embargo, la banda solo duró ese verano.
Un par de años más tarde, Irvine declaró que le habría gustado volver a intentar el experimento concentrándose en el sonido irlandés y de Europa del Este sin introducir la influencia del blues.

#### Patrick Street
También en 1985, Irvine se unió al violinista Kevin Burke y al guitarrista Mícheál Ó Domhnaill (que llevaban algún tiempo actuando juntos por América) y salieron de gira como trío por EE. UU.; cuando Ó Domhnaill no estuvo disponible para algunas de las fechas, el guitarrista y vocalista Gerry O'Beirne intervino. "Esta gira fue tan divertida y tuvo tanto éxito que decidimos ampliar el grupo y convertirlo en un cuarteto con la incorporación de Jackie Daly", escribió Irvine.
Inicialmente, en una gira estadounidense de 1986, se presentaron como "Las leyendas de la música irlandesa", pero pronto decidieron llamarse Patrick Street. La formación de la banda sufrió varios cambios, pero siempre incluyó a Irvine, Burke y Daly.
Después de que Jackie Daly se retirara de Patrick Street, John Carty se incorporó a tiempo para grabar On The Fly.
Acordados en un principio como banda a tiempo parcial, han grabado sin embargo ocho álbumes de estudio juntos, además de un álbum en directo (Live from Patrick Street) y dos recopilatorios (The Best of Patrick Street y Compendium: The Best of Patrick Street).
En su primer álbum, Patrick Street, publicado en 1986, Irvine canta cuatro canciones: "Patrick Street", "The Holy Ground", "The Dream/Indiana" y "The Man with the Cap".
No. 2 Patrick Street, publicado en 1988, incluye de nuevo cuatro canciones cantadas por Irvine: "Tom Joad"; "Facing the Chair"; "Braes of Moneymore", a la que Irvine cambió la melodía y añadió un verso; y "William Taylor".
Su tercer álbum, Irish Times, publicado en 1990, incluye tres canciones de Irvine: "Brackagh Hill"; "Forgotten Hero", su composición sobre Michael Davitt; y "The Humours of the King of Ballyhooley".

#### Aiming For The Heart
En 1988 se publicó en Alemania el cancionero de Irvine Aiming for the heart - Poetische Lieder aus Irland.

#### Estilo de interpretación -The Irish Bouzouki

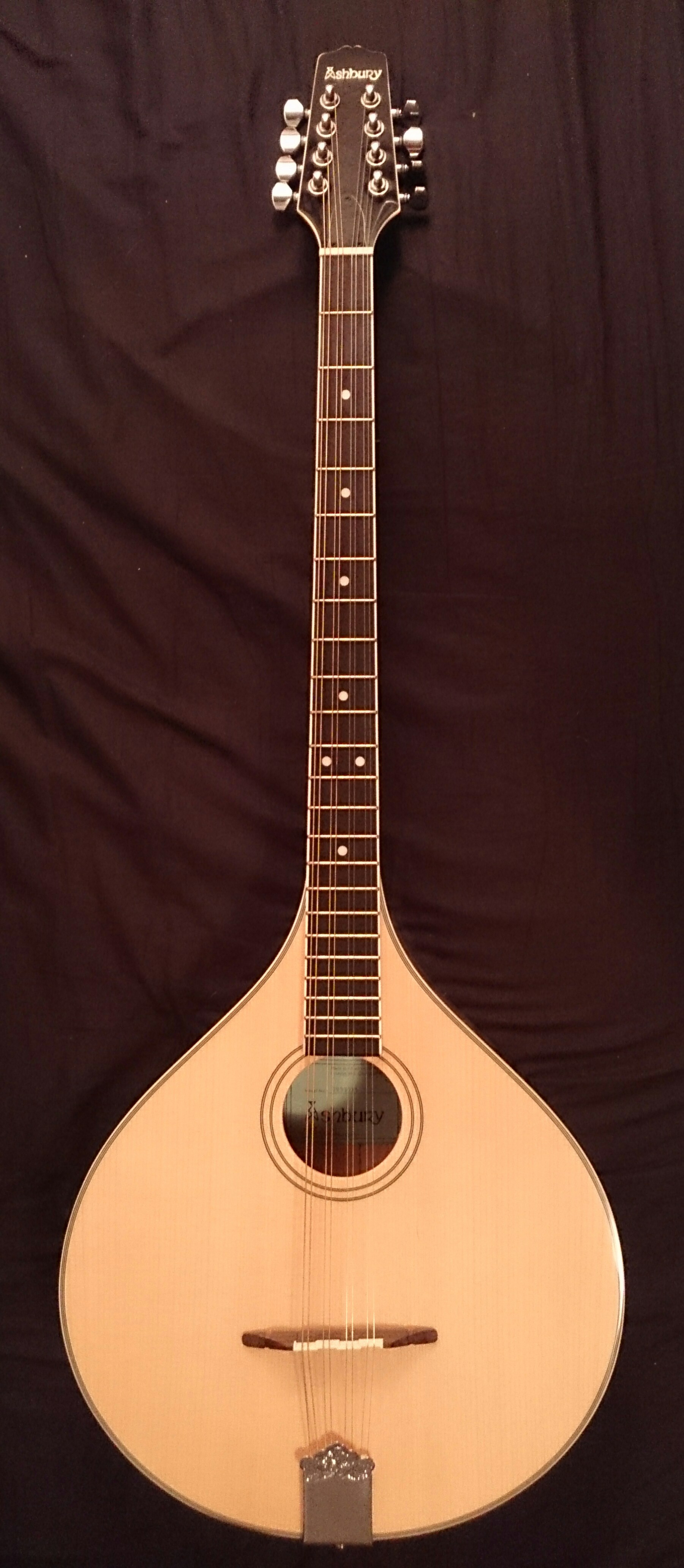
Bouzouki irlandés, uno de los instrumentos que Irvine toca

En 1989, el estilo de Irvine para tocar el bouzouki se resumió así en The Irish Bouzouki, una guía instructiva:

Andy toca el bouzouki con un estilo muy melódico, con mucho sustain. Para ello, golpea las cuerdas individualmente, dejándolas sonar, en lugar de utilizar acordes pesados. Su estilo implica el uso de intrincadas contramelodías que llenan enormemente el sonido, especialmente cuando se utiliza a dúo o en grupo con dos bouzoukis o un bouzouki y una mandolina. Se pueden encontrar buenos ejemplos de ello en los álbumes de Planxty o en el álbum en solitario de Andy, Rainy Sundays... Windy Dreams. Andy experimenta constantemente, tratando de encontrar nuevos sonidos. Busca nuevos acordes o formaciones de acordes, toca un bouzouki con forma de guitarra y utiliza una segunda cuerda (A) enrollada o cubierta, lo que da como resultado un tono mucho más suave y dulce.
Niall Ó Callanain y Tommy Walsh, The Irish Bouzouki.

El tutor también le proporcionó sencillas partituras en notación estándar y las letras de dos de las canciones de Irvine: "Brackagh Hill" (que grabó con Patrick Street en el álbum Irish Times publicado ese mismo año) y "Bridget", una canción escrita por Jane Cassidy que no llegó a publicar. El casete que acompañaba a este tutor ofrecía ambas canciones, con Irvine acompañándose a sí mismo con el bouzouki. En el mismo tutorial, la afinación irlandesa del bouzouki de Irvine (GDAD', una octava más baja que la mandolina de afinación abierta similar) también se contraponía a la afinación tradicional griega del bouzouki (CFAD').
En una entrevista concedida en 1985 a la revista American Frets, Irvine explicó los orígenes de su afinación de bouzouki:

Desde la cuerda inferior, la afino G-D-A-D, una afinación de mandolina de Johnny Moynihan. La cuestión es que si tocábamos en Sol o Re, había una cuerda superior que se podía pulsar a voluntad. Para mí se remonta a Woody Guthrie a través de la Carter Family. Si quieres tocar un golpe estilo cepillo de la familia Carter, necesitas tener esa cuerda superior capaz de complementar cualquier acorde.
Andy Irvine, Celtic Roots... Dustbowl Inspiration por Joe Vanderford

### 1990s: Álbumes en solitario, Peter Ratzenbeck,East Wind, Patrick Street, Lillebjørn Nilsen

#### Rude Awakening
En diciembre de 1990 y enero de 1991, Irvine grabó su segundo álbum en solitario, Rude Awakening, producido por Bill Whelan. La formación incluía a Whelan (teclados), Rens van der Zalm (violín, mandolina, guitarra), Carl Geraghty (saxofón soprano), Arty McGlynn (guitarra), Davy Spillane (whistle) y Fionnuala Sherry (violín). El álbum se publicó en Green Linnet Records, a finales de 1991.
En él se incluye "Never Tire of the Road", canción de homenaje de Irvine a Woody Guthrie, junto con material escrito por él mismo en el que celebra a otros de sus héroes: Raoul Wallenberg, James Connolly, Emiliano Zapata, Michael Dwyer, Douglas Mawson, Aeneas Mackintosh y Sinclair Lewis. La única otra canción tradicional es "Allan McLean". Las notas de la carátula de "Love To Be With You" muestran una foto descolorida, en blanco y negro, de Vida, la heroína de su canción de diez años antes: "Rainy Sundays".

#### Peter Ratzenbeck
Los dos músicos Andy Irvine y Peter Ratzenbeck son amigos íntimos desde 1980, y suelen dar conciertos juntos.
Irvine colaboró en cuatro álbumes de Ratzenbeck en la década de 1990: Over the Years, Outremer y Travelogue.
En 2007 colaboraría en un quinto álbum, Resonances.

#### East Wind

East Wind influyó en Riverdance

Irvine también había tocado algunas melodías balcánicas a Whelan y le había mencionado su aspiración de grabarlas. Así que, poco después, estaba ensayando de nuevo con Davy Spillane (uilleann pipes y low whistle) para grabar East Wind, una colección de melodías búlgaras y macedonias tocadas al estilo irlandés y producidas por Whelan, que también contribuyó con teclados y piano.
El proyecto influyó en Riverdance:

También es significativo que Bill Whelan había trabajado como productor de [un] álbum unos dos años antes de Riverdance. Se llamaba East Wind y todo ese álbum estaba compuesto por música de Europa del Este. Su realización puede atribuirse a la combinación de los talentos de Davy Spillane y Andy Irvine, y sus orígenes geográficos pueden atribuirse a Irvine, que introdujo el tempo y el estilo de Europa del Este en la escena tradicional irlandesa.
Barra O'Cinnéide, Riverdance: The Phenomenon.

La extensa formación incluía a Nikola Parov con instrumentos búlgaros (gadulka, kaval, gaita) y bouzouki, Máirtín O'Connor (acordeón), Noel Eccles & Paul Moran (percusión), Tony Molloy (bajo), Carl Geraghty & Kenneth Edge (saxofones), John Sheahan (violín), Anthony Drennan (guitarra), Mícheál Ó Súilleabháin (piano), Márta Sebestyén (voz) y Rita Connolly (coros).
En una entrevista concedida a Folk Roots en agosto de 1992, Irvine declaró: "Lo terminamos hace dieciocho meses pero [...] John Cook en Tara quería probar la vía de las grandes compañías". El álbum se publicó finalmente en el propio sello Tara a mediados de 1992.
Durante un tiempo, Irvine y Parov se unieron a Rens van der Zalm y salieron de gira juntos por Europa como el "East Wind Trio", y luego de nuevo por Estados Unidos durante 1996.

#### Patrick Street -All in Good Time
Irvine contribuyó con seis piezas al cuarto álbum de Patrick Street, All in Good Time, publicado en 1993: "A Prince Among Men (Only a Miner)"; Lintheads, una trilogía compuesta por: "The Pride of the Springfield Road",  "Lawrence Common" y "Goodbye, Monday Blues"; "Carrowclare"; y "The Girls Along the Road".

#### Lillebjørn Nilsen
En 1994 Irvine conoció al músico noruego Lillebjørn Nilsen en el Telemark Festival y tocaron juntos en vivo en aquel festival. 17 años después fue lanzado como álbum en vivo en junio de 2021, contiene 7 canciones cantadas por Irvine: "Come To The Bower", "Stewball And The Monaghan Grey Mare", "My Heart's Tonight In Ireland", "A Prince Among Men", "The Humours Of Caherlistrane", "The Girl With The Farm" y "The Little Stack Of Wheat".

#### Patrick Street -Cornerboys
El quinto álbum de Patrick Street, Cornerboys, se publicó en 1996 e incluye siete piezas proporcionadas por Irvine: "Sweet Lisbweemore"; "Morlough Shore"; Pity the Poor Hare (una suite compuesta por: "On Yonder Hill", "Merrily Tripping O'er The Plain", "The Kilgrain Hare" y "Pity the Poor Hare"); y "Down By Greer's Grove".

#### Rain on the Roof
Grabado en junio, julio y agosto de 1996, el tercer álbum en solitario de Irvine, Rain on the Roof, es lo más parecido a la experiencia de asistir a uno de sus conciertos. Fue el primer lanzamiento (número de producto "AK-1") de su propio sello, Andy Irvine. El álbum mezcla algunas composiciones de Irvine con canciones tradicionales y melodías búlgaras. Como él mismo explica en las notas de la carátula.

La mayoría de las grabaciones de este CD se hicieron como si fueran en directo. Me senté delante de los micrófonos con mi bouzouki o mandolina en el regazo, mi armónica en su soporte alrededor del cuello y mi pedal de volumen drone en el suelo, bajo el pie, y toqué y canté todo de una vez.
Notas de manga de Andy Irvine – Rain on the Roof.

Otros instrumentos fueron añadidos (en cuatro de los once temas) por Rens van der Zalm (violín y mandolina), Stephen Cooney (didgeridoo, tambor Kpanlogo), Declan Masterson (low whistle) y el propio Irvine, que tocó una segunda mandolina en dos de los temas.

#### Patrick Street -Made in Cork
El sexto álbum de Patrick Street, Made in Cork, se publicó en 1997, y en él Irvine contribuyó con cuatro canciones: "Her Mantle So Green", "Rainbow 'Mid The Willows", "Spanking Maggie from the Ross" y "When Adam Was in Paradise", otra canción que aprendió cantando con Eddie Butcher.

#### Patrick Street -Live from Patrick Street
Live from Patrick Street, publicado en 1999, fue el séptimo álbum de Patrick Street, grabado durante una gira por Irlanda y Gran Bretaña en noviembre de 1998. Incluye cinco canciones de Irvine: "Braes of Moneymore", "My Son in Amerikay" de Eddie Butcher, "Wild Rover No More", "Stewball and the Monaghan Grey Mare" y "The Holy Ground".

### 2000s: Álbum en solitario, Mozaik, Patrick Street, Planxty, Marianne Green

#### Way Out Yonder
En 2000, Irvine publicó su cuarto álbum en solitario, Way Out Yonder, grabado entre julio y diciembre de 1999 y coproducido con Steve Cooney.
Irvine contó con la colaboración de Rens van der Zalm (guitarra, violín, mandolina, tambura búlgara y bajo), Lindsey Horner (contrabajo), Máire Breatnach (viola), Cormac Breatnach (low whistle), Steve Cooney (guitarra española, percusión y kalimba), Declan Masterson (uilleann pipes y silbato bajo), Liam O'Flynn (uilleann pipes y silbato de hojalata), Nikola Parov (gadulka), Brendan Power (armónica), además de Lynn Kavanagh, Mandy Murphy y Phil Callery (coros).

#### Mozaik -Live from the Powerhouse
El 1 de marzo de 2002, la ciudad costera de Rye (Victoria, Australia) fue testigo de la formación y de los maratonianos ensayos de seis días del grupo multicultural Mozaik -que no debe confundirse con su anterior grupo de nombre similar, Mosaic-, formado por Irvine, Dónal Lunny, Bruce Molsky, Nikola Parov y Rens van der Zalm.
La gira australiana que siguió culminó con dos conciertos grabados en el Brisbane Powerhouse los días 30 y 31 de marzo y publicados en el álbum Live from the Powerhouse en 2004, bajo licencia de Compass Records.

#### Patrick Street -Street Life
El octavo álbum de Patrick Street, Street Life, se publicó en 2002. Irvine contribuyó con cuatro piezas: "Barna Hill", "Down in Matewan", "Lost Indian" y "Green Grows the Laurel".

#### Planxty ("The Third Coming") -Live 2004

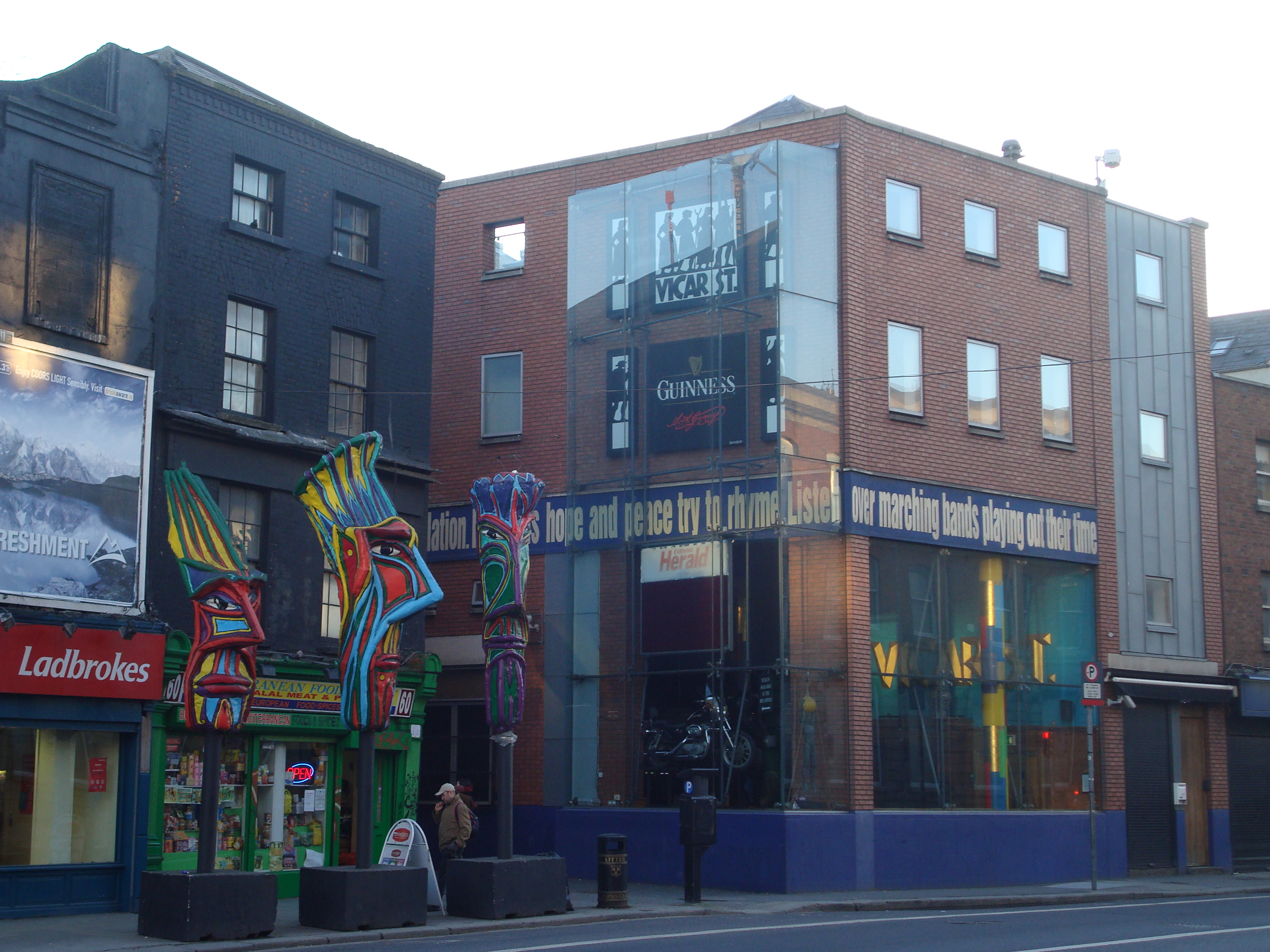
Vicar Street (en la imagen), uno de los dos lugares en donde los miembros de Planxty dieron sus conciertos de reunión

A finales de 2002, el locutor y periodista Leagues O'Toole trabajaba como presentador e investigador para el programa de televisión de RTÉ No Disco y convenció al editor del programa, Rory Cobbe, para que desarrollara un documental único sobre Planxty.
O'Toole procedió a entrevistar a Moore, Irvine y O'Flynn, pero Lunny, que vivía en Japón, no estaba disponible. Tras rodar también enlaces en lugares clave de la historia de Planxty, el programa se emitió el 3 de marzo de 2003, recibiendo una fenomenal respuesta del público y algunos comentarios muy positivos de los propios miembros de Planxty. En un comentario final sobre las constantes especulaciones acerca de la reagrupación de la formación original, Moore declaró ante las cámaras: "Nadie lo anhela más que yo mismo y los otros tres chicos. Sin duda es el momento adecuado. Vamos a por ello".
Unos meses más tarde, Paddy Doherty, propietario del Royal Spa Hotel de Lisdoonvarna (y cofundador del Lisdoonvarna Festival), dispuso que la banda utilizara el antiguo comedor del hotel para ensayar, lo que dio lugar a un concierto único ante 200 personas el 11 de octubre de 2003. Moore, en el escenario, atribuyó al documental No Disco el mérito de haber inspirado la reunión.
Satisfechos con los resultados y con la experiencia de volver a tocar juntos, el cuarteto original de Planxty aceptó la ansiada reunión (apodada "The Third Coming") y volverían a actuar juntos, de forma intermitente, durante algo más de un año.
Planxty ofreció por primera vez una serie de conciertos en el Glór Theatre de Ennis, en el condado de Clare (los días 23 y 24 de enero de 2004) y en Vicar Street, en Dublín (los días 30 y 31 de enero y 4 y 5, 11 y 12 de febrero de 2004), que fueron grabados y de los que se publicó material seleccionado en el CD Live 2004 y su DVD asociado.
El cuarteto original de Planxty no volvió a actuar en directo ni a grabar nuevo material juntos. Liam O'Flynn falleció en 2018.

#### Versión en solitario de "As I Roved Out"
En mayo de 2005, Irvine escribió en su diario del sitio web: "También estrené "As I Roved Out" con mi propio acompañamiento. Siempre ha sido un número de Planxty hasta ahora con Dónal tocando la guitarra barítono y yo solo cantándola". Una grabación de esta versión de "As I Roved Out" se publicó finalmente en el álbum Resonances de Peter Ratzenbeck en 2007, donde Irvine apareció como invitado y la tocó en solitario con su "mandola Stefan Sobell, afinada CGDG (Capo 0)".

#### Mozaik -Changing Trains
En enero y abril de 2005, Mozaik ensayó nuevo material para Changing Trains, su primer álbum de estudio, grabado en Budapest en noviembre del mismo año.
Este álbum fue publicado inicialmente por la banda en Australia en 2006 y, tras una remezcla adicional realizada por Lunny en los Longbeard Studios de Dublín, fue reeditado en otoño de 2007 bajo licencia de Compass Records.

#### Patrick Street -On the Fly
El noveno álbum de Patrick Street, On the Fly, se publicó en 2007. Irvine aportó tres canciones: "Sergeant Small", "The Rich Irish Lady" y "Erin go Bragh".

#### Marianne Green -Dear Irish Boy
Irvine arregló y produjo el álbum debut de Marianne Green, Dear Irish Boy, publicado en 2009. El grupo estaba formado por: Marianne Green (voz), Irvine (bouzouki, mandolina, mandola, bajo-bouzouki, armónica), Colum Sands (contrabajo, concertina) y Gerry O'Conner (violín).
Los temas son: "The Banks of the Bann" (trad.), "You Make Me Fly" (M. Green), "Tá Mé 'Mo Shuí" (trad.), "The Doffin Mistress" (trad.), "Bonny Portmore" (trad.), "Ar A Ghabháil Go Baile Átha Cliath Damh" (trad.), "Cian's Song" (M. O'Hare), "The Dear Irish Boy" (trad.), "The Wife's Lamentation" (M. Green), "The Road To Dundee" (trad.), "The Wreck of the Newcastle Fishermen" (trad.) y "Carrickmannon Lake" (trad.).

### 2010s: Álbumes en solitario, LAPD, dúo con Rens van der Zalm, Usher's Island, dúo con Luke Plumb, Mozaik

#### Abocurragh
En agosto de 2010, Irvine publicó su quinto álbum en solitario: Abocurragh, grabado en Dublín, Noruega, Australia, Hungría y Bretaña entre febrero de 2009 y abril de 2010 y producido por Dónal Lunny, que también toca en todos los temas menos en uno.
A ellos se unieron Liam O'Flynn (uilleann pipes, tin whistle), Nikola Parov (kaval, nyckelharpa), Máirtín O'Connor (acordeón), Bruce Molsky (violín), Rens van der Zalm (violín), Rick Epping (armónica), Paul Moore (contrabajo), Graham Henderson (teclados), Liam Bradley (percusión), Jacky Molard (violas, violines y arreglos de cuerda), Annbjørg Lien (violines Hardanger), Lillebjørn Nilsen (guitarra), además de Kate Burke y Ruth Hazleton (coros).

#### LAPD (Liam/Andy/Paddy/Dónal)

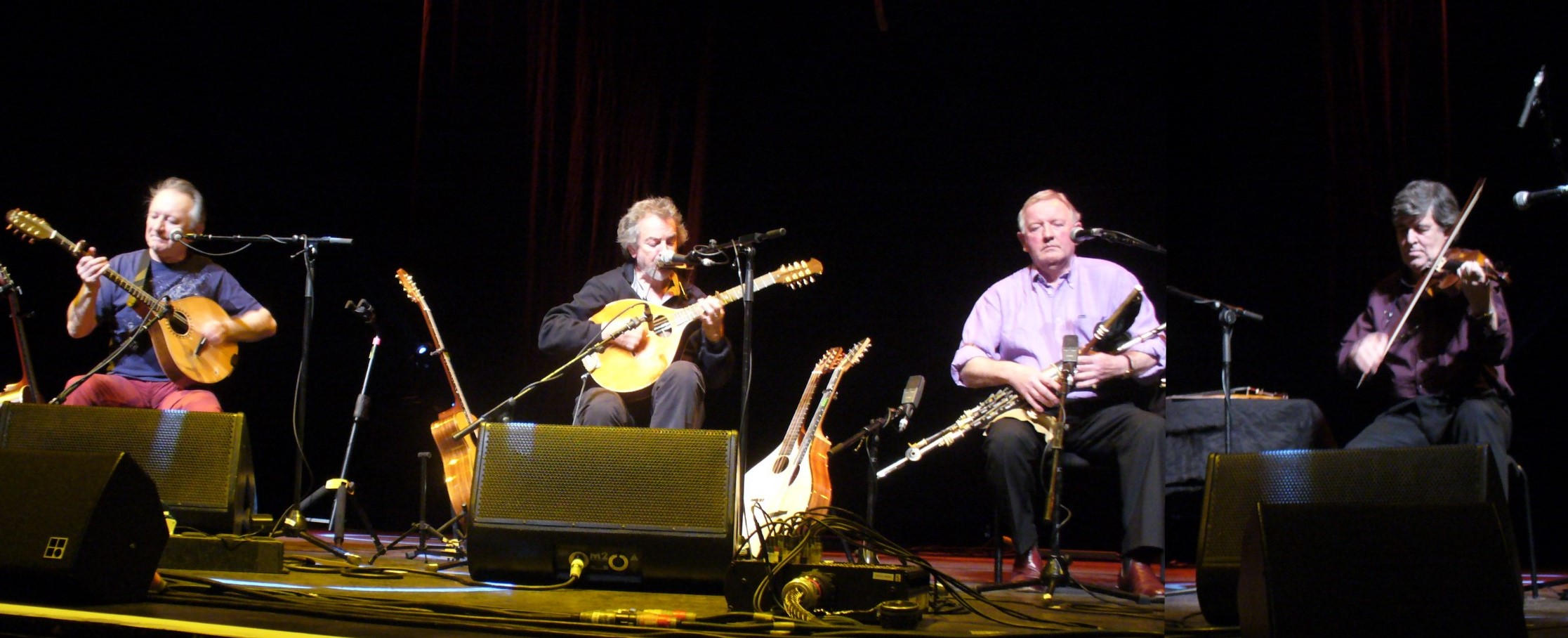
Dónal Lunny, Andy Irvine, Liam O'Flynn y Paddy Glackin como LAPD en 2012

El 20 de enero de 2012 tuvo lugar el concierto inaugural, en la Vicar Street de Dublín, de un cuarteto llamado "LAPD" por las iniciales de los nombres de pila de sus miembros: Liam O'Flynn, Andy Irvine, Paddy Glackin y Dónal Lunny.
LAPD actuó solo ocasionalmente, con buenas críticas, pero nunca grabó antes de disolverse; su última actuación tuvo lugar en Sligo Live, el 26 de octubre de 2013.

#### 70th Birthday Concert at Vicar St 2012
Los días 16 y 17 de junio de 2012, Irvine celebró su 70 cumpleaños en la Vicar Street de Dublín en un par de conciertos. Le acompañaron en el escenario Paul Brady y varias combinaciones de miembros de Sweeney's Men, Planxty, Mozaik y LAPD, además de los hermanos George y Manoli Galiatsos, que llegaron inesperadamente desde Atenas para los conciertos, que se grabaron y publicaron en el CD Andy Irvine/70th Birthday Concert at Vicar St 2012 y su DVD asociado.

#### Volviendo a tocar para Woody Guthrie
Una semana después, Irvine fue invitado a participar con Billy Bragg en el espectáculo Woody 100 Legacy Show, programado en la Vicar Street de Dublín el lunes 17 de septiembre de 2012, para celebrar el centenario de Woody Guthrie.
En su diario web, Irvine escribió entonces: "Hace poco localicé mi vieja guitarra Gibson L0. Estaba en el cobertizo donde ha estado languideciendo durante algunos años. Solía ser capaz de imitar bastante bien la forma de tocar de Woody. Espero poder recuperarla. Será mejor que me ponga a practicar".

#### Parachilnacon Rens van der Zalm
El 13 de noviembre de 2013, Irvine publicó su primer álbum a dúo con Rens van der Zalm: Parachilna, un álbum de canciones irlandesas y australianas grabado en directo en julio de 2012 mientras acampaban en Parachilna, Australia Meridional y Nueva Gales del Sur.
Fue coproducido por Irvine (voz, bouzouki, mandola y armónica) y van der Zalm (coros, guitarra, mandolina, violín y viola), y grabado por Cian Burke en edificios en desuso utilizando micrófonos de alta calidad, un ordenador portátil y Pro Tools. La mayor parte del tiempo sólo tocan dos instrumentos -tres cuando Irvine también toca la armónica- y el sonido resultante es brillante y prístino.

#### Usher's Island
El 27 de enero de 2015, Irvine lanzó su última asociación musical en Celtic Connections en Glasgow: una banda llamada Usher's Island (una referencia al muelle de Dublín), con Dónal Lunny (guitarra, bouzouki, bodhrán, teclados), Paddy Glackin (violín), Michael McGoldrick (uilleann pipes, flauta y whistle), y John Doyle (guitarra)
En 2017 se lanzó un álbum en vivo de la banda, titulado de manera homónima, Usher's Island.

#### Dúo con Luke Plumb
En 2017, se lanzó el álbum Precious Heroes, que Irvine le pidió ayuda al músico australiano Luke Plumb, cuenta con la participación de John McCusker (violín), Michael McGoldrick (flauta), James Mackintosh (percusión), Kate Burke y Ruth Hazleton (coros).

#### Mozaik -The Long And The Short Of It
En septiembre de 2015 comenzaron las sesiones de la grabación del tercer y último álbum de Mozaik, The Long And The Short Of It, tras 4 años de grabación, fue lanzado en 2019, cuenta con la colaboración de la cantante Chrysoula Kechagioglou.

## Discografía selecta[341]

### Solista
- Rainy Sundays... Windy Dreams (1980)
- Rude Awakening (1981)
- Rain on the Roof (1996)
- Way Out Yonder (2000)
- Abocurragh (2010)
- Old Dog Long Road – Vol.1 (1961–2012)  (2019)[342]
- Old Dog Long Road – Vol.2 (1961–2015) (2020)[343]

### ConChristy Moore
- Prosperous (1971)
- Christy Moore (1976)[344]
- The Iron Behind the Velvet (1978)
- Ordinary Man (1985)[345]

### ConPaul Brady
- Andy Irvine/Paul Brady (1976)
- Welcome Here Kind Stranger (1978)
- The Missing Liberty Tapes (2002)

### ConMaddy Prior& June Tabor
- Silly Sisters (1976)

### Con Mick Hanly
- As I Went Over Blackwater (1980)

### Varios artistas
- The Gathering (1981)

### ConDick Gaughan
- Parallel Lines (1982)

### Con Peter Ratzenbeck
- Over the Years (1990)
- Outremer (1995)[346]
- Travelogue (1997)
- Resonances (2007)

### Con Davy Spillane
- East Wind (1992)

### Con Marianne Green
- Dear Irish Boy (2009)

### Con Rens van der Zalm
- Parachilna (2013)

### Con Luke Plumb
- Precious Heroes (2017)

### Con Sweeney's Men
- Sweeney's Men (1968)

### ConPlanxty
- Planxty (1973)
- The Well Below the Valley (1973)
- Cold Blow and the Rainy Night (1974)
- After The Break (1979)
- High Kings of Tara (1980)
- The Woman I Loved So Well (1980)
- Live at Olympia Theatre, Dublin (1980)
- Words & Music (1983)
- Arís! (1984)
- Live 2004 (2004)
- Between the Jigs and the Reels: A Retrospective (2016)[347]
- One Night in Bremen (2018)[348]

### Con Patrick Street
- Patrick Street (1986)
- No. 2 Patrick Street (1988)
- Irish Times (1990)
- All in Good Time (1993)
- The Best of Patrick Street (1995)
- Cornerboys (1996)
- Made in Cork (1997)
- Live from Patrick Street (1999)
- Compendium: The Best of Patrick Street (2000)[349]
- Street Life (2002)
- On the Fly (2007)

### Con Mozaik
- Live from the Powerhouse (2004)
- Changing Trains (2007)
- The Long And The Short Of It (2019)

### Con Sweeney's Men, Mozaik, Paul Brady, LAPD
- Andy Irvine/70th Birthday Concert at Vicar St. 2012 (2014)

### Con Usher's Island
- Usher's Island (2017)

### Con Lillebjørn Nilsen
- Live In Telemark (2021)